# Johann Michael Breunig
Johann Michael Breunig (auch Breunich; * 30. März 1699 in Bürgstadt; † 27. Oktober 1755 in Dresden) war ein Barockkomponist.

## Leben
Johann Michael Breunig wurde 1699 als Sohn des Bürgstadter Schulrektors Anselm Coelestin Breunig geboren. Seine Jugend verlebte er in Klingenberg am Main. Er genoss ab 1721 eine geistliche Ausbildung als Vikar am Kollegiatstift Neumünster zu Würzburg und wurde im selben Jahr zum Subdiakon geweiht. Am 22. Mai 1723 erfolgte seine Priesterweihe und er wurde danach Vikar und Organist am Neumünsterstift. Er trat 1726 die Stelle eines Domvikars und Domkapellmeisters in Mainz an, hier veröffentlichte er 1727 eine dem Domkapitel gewidmete Sammlung von sechs Messen, sein Opus 1. In Erzbischof Lothar Franz von Schönborn hatte er einen Förderer. Nach dessen Tod 1729 ließ Breunig sich für eine zweijährige Reise nach Rom beurlauben. Nach Mainz kehrte er danach nicht mehr zurück. Mit einem Empfehlungsschreiben von Friedrich Karl von Schönborn-Buchheim ausgestattet, machte er seinen musikalischen Weg. Am 8. April 1735 wurde sein Oratorium Poenitentia secunda in Prag uraufgeführt. Zu dieser Zeit war er vermutlich am Prager Jesuitenkolleg tätig und es vertieften sich Kontakte zum Dresdner Hof.
Am 4. Februar 1746 wurde er als Nachfolger Zelenkas in der Katholischen Hofkirche in Dresden von Kurfürst Friedrich August II. angestellt. Hier komponierte er nahezu ausschließlich Kirchenmusik, da Johann Adolph Hasse ein Monopol für Opernmusik und weltlicher Vokalmusik besaß. Seine Opern konnte er nur bei Besuchen in der königlichen Residenz Augusts in Warschau zur Aufführung gelangen.
In Dresden arbeitete er bis zu seinem Tod 1755 als Hofkaplan und Kirchenkomponist.
Seine Messe in F-Dur wurde am 20. April 2025 in der Dresdner Hofkirche im Rahmen eines Pontifikalamts unter Domkapellmeister Christian Bonath mit den Dresdner Kapellknaben, dem Kathedralchor und Musikern der Sächsischen Staatskapelle nach 270 Jahren wiederaufgeführt.

## Werke (Auswahl)
- 13 Messen und weitere Kirchenmusik, u. a. die Lauretanische Litanei
- 2 Oratorien
  - Poenitentia secunda … qua S. David in inquieto reae conscientiae multum jactatus, Oratorium, Prag, Salvatorkirche im Clementinum, 8. April 1735
- 1 Concertino für 2 Flöten und B.c.
- 1 Konzert in G für Flöte 2 Violinen und B.c.
- 13 Partiten und Sonaten für Cembalo
- 4 Triosonaten

### Bühnenwerke
- Diana vendicata (Giovanni Claudio Pasquini) (1748, Warschau)
- La moderatione nella gloria (Giovanni Claudio Pasquini) (1748, Warschau)
- Il Parnasso accusato e difeso (Pietro Metastasio) (1750, Warschau)
- L’Astrea placata (Pietro Metastasio) (1754, Warschau)